# ژانگ ونشیو
ژانگ ونشیو (انگلیسی: Zhang Wenxiu؛ زادهٔ ۲۲ مارس ۱۹۸۶) یک ورزشکار دو و میدانی، و پرتاب‌گر چکش اهل جمهوری خلق چین است. وی در مسابقات کشوری و بین‌المللی در مجموع برندهٔ ۵ مدال طلا، ۱ مدال نقره، ۴ مدال برنز شده‌است.